# オコトル
オコトル（モンゴル語: Oqotur、生没年不詳）とは、モンゴル帝国のヒンドゥスタン・カシミール方面タンマチ（辺境鎮戍軍）司令官を務めた人物。モンゴル帝国の創始者チンギス・カンの正妻ボルテ・ウジンの兄弟にあたり、コンギラト部出身であった。『元朝秘史』における漢字表記は斡豁禿児(wòhuōtūér)で、『集史』などのペルシア語史料ではهوقوتر(hūqūtur)と記される。

## 概要
『集史』「コンギラト部族志」には「もう一つのコンギラトの集団があった。彼らの首長はデイ・ノヤンで、彼には二人の息子がおり、アルチ・ノヤンとオコトル・ノヤン［という名である］」と記されており、オコトルはチンギス・カンの正妻ボルテを輩出したデイ・セチェン一族の出身であった。
チンギス・カン存命中のオコトルの事跡についてはほとんど知られていないが、『五族譜』「トゥルイ・カンの御家人一覧」には「アルチ・ノヤンとオコトル：二人は兄弟であった。コンギラト部族の長達で、左翼の千人隊長達の一人であった……」とあり、兄のアルチとともにコンギラト部族の統治に携わっていたと考えられている。
第2代皇帝オゴデイの時代に入ると、オコトルはダイル・バートルとともにタンマチの司令官としてインド方面に派遣されることになった。この間の事情を『元朝秘史』は「［オゴデイ・カアンは］まず手始めにチャガタイ兄者人と謀って、父君、チンギス・カンの服わぬままにすておいた［異］国人の、バクタト国の［主］、「カリバイ・ソルタンのもとへはチョルマグン叡負の士を出征させることとし、その後詰としてオコトル、モンゲトゥの二人の将軍を出征させ給うた」と記録している。
また、『集史』「タタル部族志」には「［かつて］二万人隊の軍隊をヒンドスタンの辺境に派遣し、クンドゥーズやパクラーソやバダフシャン地方に駐屯させていた。彼等の万人隊長［職］をモンゲトゥという名の者に与えていた。彼が亡くなると万人隊長［職］フクトゥルという名の者に与えた。彼もまた亡くなると、［モンケは］このサリ・ノヤンをフクトゥルの代りにその二万人隊の軍隊の万人隊長とするため派遣した」とあり、この「フクトゥル」が『元朝秘史』の「オコトル」にあたる。この記述から、ヒンドスタン（インド）方面タンマチの隊長職がモンゲトゥ→フクトゥル→サリ・ノヤンの順番で継承されていったことが確認される。
オコトルの晩年や子孫については何も記録が残っていないが、オコトルの死後インド方面司会官の地位はサリ・ノヤンに受け継がれ、サリ・ノヤンの時代にインド方面軍はフレグの指揮下に入った。後にフレグの息子アバカに仕えて「ホラーサーンカラウナス千人隊」を率いたニクベイ・バートルはオコトルと同じくコンギラト部の出身であり、オコトルの一族であったと考えられている。

## ヒンドゥスタン・カシミール方面タンマチ司令官
1. ダイル・バートル（Dayir >tàyìér,荅亦児／Dāīr,دایر）
2. モンゲトゥ（Mönggetü >mēnggétū,蒙格禿／mūnkdū,مونکدو）
3. オコトル（Oqotur >wòhuōtūér,斡豁禿児／hūqūtur,هوقوتر）
4. サリ・ノヤン（Sali Noyan >sālī nūyān,سالی نویان）